# Московский Писатель
Московский Писатель — дачный посёлок, не имеющий статуса населённого пункта. Расположен на территории поселения Внуковское в Новомосковском административном округе Москвы.
Ближайшие населённые пункты — Абабурово, посёлок Минвнешторга и посёлок детского дома «Молодая гвардия».
На некоторых ресурсах с данным посёлком ошибочно объединяется другой посёлок Дачи Писателей, расположенный между посёлком Абабурово, посёлком Внуково и деревней Внуково. Дачи Писаталей, в свою очередь, расположены невдалеке от ж/д станции Внуково.

## История
Дачный посёлок был основан в 1930-е годы в окрестностях усадьбы Внуково и на берегах пограничного пруда. Были построены дачи поэтов Александра Твардовского и Михаила Исаковского, поэтов-песенников Василия Лебедева-Кумача и Василия Соловьёва-Седого, певца Леонида Утёсова, режиссёра и театрального деятеля Сергея Образцова, Виктора Типота, танцовщицы Ольги Лепешинской, кинорежиссёра и сценариста Григория Александрова и актрисы Любови Орловой.
Позднее в посёлке жили актёры Игорь Ильинский, Ольга Аросева, Василий Лановой, Александр Абдулов, Лия Ахеджакова, Алла Будницкая, Сергей Коковкин, сценарист Анна Родионова, режиссер Александр Орлов.